# أشكفت شاه السفلي (كوهمرة خامي)
أشکفت شاه السفلی (بالفارسية: اشکفت شاه سفلی) هي قرية تقع في إيران في قسم كوهمرة خامي الريفي. يقدر عدد سكانها بـ 49 نسمة بحسب إحصاء 2016.